# Sant'Alberto (Zero Branco)
Sant'Alberto è una frazione del comune di Zero Branco, in provincia di Treviso.

## Geografia fisica
La località si trova al centro del territorio comunale, confinando a sudest con il capoluogo e ad ovest con Scandolara. Corsi d'acqua principali sono lo Zero, che scorre subito a nord e il rio Vernise, suo affluente, a sud.

## Storia
Già parte del comune di Treviso, sotto la Serenissima rimase sottoposto alla podesteria di quella città, compreso nel quartiere detto Mestrina di Sopra (mentre Zero passava a Mestre). Durante questo periodo, la località fu suddivisa nei colmelli di Sant'Alberto Chiesa, Sant'Alberto Albera e Sant'Alberto Bertoneria.
Con la caduta di Venezia, Sant'Alberto divenne comune autonomo (con frazioni Rio San Martino e Scandolara) inquadrato nel dipartimento del Bacchiglione. Poco dopo l'istituzione venne soppressa e smembrata fra i comuni di Zero Branco e Scorzè.

## Monumenti e luoghi d'interesse

### Chiesa di Sant'Alberto
È la parrocchiale del paese, anticamente filiale della pieve di Zero. Secondo il Fapanni, in origine le era annesso un convento di carmelitani: si spiegherebbe così l'inusuale intitolazione a Sant'Alberto di Gerusalemme, peraltro confuso con Sant'Alberto degli Abati (di qui la festa patronale il 7 agosto anziché il 14 settembre).
L'edificio fu ricostruito e riconsacrato nel 1621 e ancora nel 1883. L'interno è partito in tre navate e conserva quattro altari compreso il maggiore, in legno dorato.

### Ville venete
Attualmente a Sant'Alberto non sorge alcun esempio di villa veneta, tuttavia è attestata la presenza in passato di due edifici del genere.
La costruzione più rilevante fu sicuramente villa Corniani, proprietà di una ricca famiglia veneziana di origini bresciane. Del complesso resta l'oratorio di San Girolamo, costruito dai Borsa tra il 1747 e il 1757, acquistato e restaurato da Giovanni Giacomo Corniani nel 1780. L'elegante facciata è suddivisa in riquadri rettangolari, sovrastata da trabeazione e timpano, mentre all'interno è collocato l'altare del santo titolare con la pala Madonna con Bambino e Santi.
Si ha notizia inoltre di un palazzo nel quale, durante il Settecento, villeggiavano i consoli inglesi a Venezia.

## Cultura

### Eventi
- Festa del Patrono: tipica sagra paesana, con stand gastronomici, musica e luna park, si svolge tra fine luglio e inizio agosto;
- Torneo dei Colmelli: anche Sant'Alberto rappresenta una delle otto squadre che si affrontano in villa Guidini (solitamente durante una domenica di settembre), rievocando i giochi e le usanze del passato.